# Шубаркудукский сельский округ
Шубаркудукский сельский округ (каз. Шұбарқұдық ауылдық округі) — административно-территориальное образование в Темирском районе Актюбинской области.

## Населённые пункты
В состав Шубаркудукского сельского округа входит: поселок Шубаркудук (11 199 жителей).
Ранее в состав сельского округа входили ныне упраздненные населенные пункты — посёлок Котртас и 5-я НПС (Нефтеперекачивающая станция). Упразднены ввиду малой численности населения.
В 2021 году село Кенжалы был передан Карауылкелдинскому сельскому округу Байганинского района.

## История
В 2013 году поселковая администрация получила статус сельского округа согласно решению маслихата Актюбинской области от 27 июня 2013 года № 132 и постановлением акимата Актюбинской области от 27 июня 2013 № 197.
В 2019 году из состава сельского округа исключена территория общей площадью 83,2 км², в том числе село Промысел Шубаркудук и станция Жаксымай с целью образования Жаксымайского сельского округа с административным центром в селе промысел Шубаркудук.

## Население

### Динамика численности
| Численность населения | Численность населения | Численность населения |
| 1989                  | 1999                  | 2009                  |
| --------------------- | --------------------- | --------------------- |
| 12 217                | ↘10 739               | ↗11 199               |

### Численность населения[5][6][1][7]
| № | Населённый пункт | Перепись населения 1989 | Перепись населения 1999 | Перепись населения 2009 |
| - | ---------------- | ----------------------- | ----------------------- | ----------------------- |
| 1 | п. Шубаркудук    | 12217                   | 10687                   | 11199                   |
| 2 | п. Котртас       | —                       | 35                      | —                       |
| 3 | 5-я НПС          | —                       | 17                      | —                       |
|   | Всего            | 12217                   | 10739                   | 11199                   |